# Вепш (гміна)
Гміна Вепш (пол. Gmina Wieprz) — сільська гміна у південній Польщі. Належить до Вадовицького повіту Малопольського воєводства.
Станом на 31 грудня 2011 у гміні проживало 11970 осіб.

## Площа
Згідно з даними за 2007 рік площа гміни становила 74.51 км², у тому числі:
- орні землі: 80.00%
- ліси: 9.00%

Таким чином, площа гміни становить 11.54% площі повіту.

## Населення
Станом на 31 грудня 2011:
| Опис     | Загалом | Загалом | Чоловіки | Чоловіки | Жінки | Жінки |
| -------- | ------- | ------- | -------- | -------- | ----- | ----- |
| одиниця  | осіб    | %       | осіб     | %        | осіб  | %     |
| все      | 11970   | 100     | 6056     | 50.59    | 5914  | 49.41 |
| міське   | 0       | 100     | 0        |          | 0     |       |
| сільське | 11970   | 100     | 6056     | 50.59    | 5914  | 49.41 |

## Сусідні гміни
Гміна Вепш межує з такими гмінами: Андрихув, Вадовиці, Затор, Кенти, Осек, Полянка-Велька, Пшецишув, Томиці.